# فرقة بانزر 22 (الفيرماخت)
فرقة بانزر 22 فرقة بانزر ألمانية في الحرب العالمية الثانية. تم تشكيلها في سبتمبر 1941 في فرنسا. تم تحويلها إلى القطاع الجنوبي للجبهة الشرقية في مارس 1942. كانت الفرقة الثانية والعشرون هي آخر فرقة بانزر يتم تزويدها بدبابات بانزر 38 التي تم بناؤها في التشيك ، والتي اعتبرت مدرعة عفا عليها الزمن بحلول عام 1942.

## التاريخ
تم تشكيل الفرقة رسميًا في 25 سبتمبر 1941 في فرنسا، وتم تجهيز الفرقة في البداية بدبابات تشيكية وفرنسية وألمانية قديمة. 

## القادة
قادة الفرقة: 
- جينيرال لوتنانت فيلهلم فون أبيل (25 سبتمبر 1941 - 7 أكتوبر 1942)
- جينيرال لوتنانت هيلموت فون دير شيفاليري (7 أكتوبر 1942 - 1 نوفمبر 1942)
- جينيرال لوتنانت إبرهارد رودت (1 نوفمبر 1942 - 4 مارس 1943)

### قائمة المراجع
- Mitcham، Samuel W. (2000). The Panzer Legions. Mechanicsburg: Stackpole Books. ISBN:978-0-8117-3353-3.
- Stoves، Rolf (1986). Die Gepanzerten und Motorisierten Deutschen Grossverbände 1935 – 1945 [The armoured and motorised German divisions and brigades 1935–45]. باد ناوهايم: Podzun-Pallas Verlag. ISBN:3-7909-0279-9.